# Artists’ Private Collections
Artists' Private Collections — медиа-арт проект российской художницы Насти Рябовой. В 2011 году этот проект был включен в шорт-лист Премии Кандинского в номинации «Медиа-арт проект года» и стал лауреатом премии в этой номинации.

## О проекте
Проект «Artists' Private Collections» представляет собой интернет-архив произведений современного искусства из частных коллекций художников. Проект сайта «Artists' Private Collections» был осуществлен при начальной финансовой поддержке Фонда «Виктория» и Фонда Sandretto Re Rebaudengo в рамках русско-итальянской выставки MODERNIKON.

## Цитаты
- «Я начинаю с себя, фотографирую свою коллекцию, выкладываю её на сайте, далее я иду к тем художникам, которые есть у меня в коллекции, и предлагаю им зафиксировать их коллекции, затем мы предлагаем сфотографировать произведения из коллекций художников, которые есть в коллекциях художников, которые есть в моей коллекции, и так далее. В итоге образуется огромная сеть, где, как я уже писала, произведение искусства является артефактом коммуникации между художниками. Здесь выстраивается своеобразная генеалогия каждого участвующего художника. Мы можем увидеть, кто с какими художниками обменивается произведениями, а значит, состоит в тех или иных отношениях, отметиной которых будет произведение»[3] — Анастасия Рябова, 2010.